# Danh sách 10 quốc gia có sản lượng dầu thô nhiều nhất năm 2011

Dẫn đầu danh sách này là Ả Rập Xê Út, chiếm13,24% sản lượng toàn cầu, theo sau là Mỹ với 11,94%, Nga 11,64% và Trung Quốc với 4,7%.
Với tốc độ phát triển toàn cầu như hiện nay, các chuyên gia đều dự báo giá dầu sẽ còn tiếp tục tăng mạnh, đặc biệt là trong bối cảnh Iran có khả năng đóng cửa eo biển Hormuz để đáp trả các lệnh trừng phạt của Mỹ và EU về chương trình hạt nhân của nước này.
Theo Cơ quan thông tin năng lượng (EIA) thuộc Bộ Năng lượng Mỹ, tính đến tháng 12/2011, sản lượng dầu toàn cầu là 88,76 triệu thùng mỗi ngày. Trong đó, Trung Đông chiếm tỷ lệ lớn nhất với 31%, theo sau là Bắc Mỹ với 20% và Nga - Trung Á 11%.
Dưới đây là danh sách 10 nước sản xuất dầu mỏ lớn nhất thế giới theo số liệu của EIA. Tiêu chí xếp hạng dựa trên sản lượng chiết xuất thay vì sản lượng dầu lọc.
| STT | Quốc gia    | Sản lượng 2011 (thùng/ngày) | Trữ lượng (triệu thùng) |
| --- | ----------- | --------------------------- | ----------------------- |
| 1   | Ả Rập Xê Út | 11.750.000                  | 262.600                 |
| 2   | Hoa Kỳ      | 10.590.000                  | 20.680                  |
| 3   | Nga         | 10.300                      | 60.000                  |
| 4   | Trung Quốc  | 4.190                       | 20.350                  |
| 5   | Iran        | 4.130                       | 137.000                 |
| 6   | Canada      | 3.920                       | 175.210                 |
| 7   | UAE         | 3.230                       | 97.700                  |
| 8   | México      | 2.950                       | 10.420                  |
| 9   | Brasil      | 2.800                       | 12.860                  |
| 10  | Kuwait      | 2.750                       | 104.000                 |

## Trích nguồn
- Cơ quan thông tin năng lượng (EIA) thuộc Bộ năng lượng Hoa Kỳ_Tính đến tháng 12.2011.